# Ericdoa
Eric George Lopez, conocido profesionalmente como Ericdoa (estilizado en minúscula), es un cantante, escritor y productor discográfico. Es conocido como uno de los artistas centrales en los términos de música Hyperpop/digicore.

## Carrera
El Panameño-Puertorriqueñonacido en Connecticut Ericdoa comenzó a grabar su propia música y lanzándola en sitios como SoundCloud en el nombre de Dante Red, con su EP debut DOA siendo lanzado en 2019. El álbum debut de Ericdoa, Public Target, igual que su segundo álbum, COA, fueron lanzados en 2020.
Ericdoa firmó con Interscope Records en 2021.El lanzó un número de sencillos a lo largo de 2021 e inicios de 2022, incluyendo "Fantasize","Back N Forth","Strangers","Sad4Whattt", "Fool4Love" y "Lifeline"; "Sad4Whattt" fue incluido en la banda sonora de la segunda temporada de la serie dramática de HBO, Euphoria.Ericdoa también ha frecuentemente colaborado con Glaive, publicando varios sencillos además el EP Then I'll Be Happy en 2021.
El tercer álbum de Ericdoa, Things with Wings, fue anunciado en mayo de 2022junto con una gira internacional como cabeza de cartel.El álbum fue después lanzado el 20 de mayo de 2022.
Después de un hiatus de nueve meses, Ericdoa público un nuevo sencillo titulado ">One" (pronunciado "mayor que uno") el 5 de marzo de 2023, en colaboración con Riot Games y Valorant.El 22 de septiembre, lanzó el sencillo "Kickstand", su primera canción en solitario desde el lanzamiento de Things With Wings; un video musical acompañó la canción.El 3 de noviembre, público otro sencillo, "Dancinwithsomebawdy", que también recibió un video musical
El 19 de enero de 2024, Ericdoa lanzó su tercer álbum de estudio, DOA.

## Estilo de música
Aunque frecuentemente se le describe como un artista hyperpop y digicore,Ericdoa ha dicho que el es indeciso en poner un género en su música. Le declaró a Vice Media "Creo que para las personas que no están muy versadas en música es simplemente un colchón al que apoyarse... En lugar de música sin género, tienen algo que llamarla."De acuerdo a The New Yorker, el estilo musical de Ericdoa podría ser descrito más precisamente como "hiper-rap".

## Discografía

### Álbumes de estudio
| Título            | Detalles |
| ----------------- | --- |
| COA               | - Publicado: 6 de noviembre de 2020 - Discográficas: Self-released (lanzamiento inicial); Listen to the Kids, Interscope (relanzamiento) - Formato: Vinilo, descarga digital, streaming |
| Things with Wings | - Publicado: 20 de mayo de 2022 - Discográficas: Listen to the Kids, Interscope - Formato: Descarga digital, streaming                                                                  |
| DOA               | - Publicado: 19 de enero de 2024 - Discográficas: Listen to the Kids, Interscope - Formato: CD, descarga digital, streaming                                                             |

### EPs
| Título                           | Detalles |
| -------------------------------- | --- |
| DOA                              | - Lanzado: 7 de julio de 2019 - Discográficas: Self-released - Formato: Descarga digital, streaming                      |
| Then I'll Be Happy (con Glaive ) | - Publicado: 6 de octubre de 2021 - Discográficas: Listen to the Kids, Interscope - Formato: Descarga digital, streaming |

### Mixtapes
| Título        | Detalles                                                                                           |
| ------------- | -------------------------------------------------------------------------------------------------- |
| Public Target | - Publicado: 7 de enero de 2020 - Discográfica: Self-released - Formato: Descarga digital, streamg |